# Église de Käpylä à Kouvola
L'église de Käpylä (en finnois : Käpylän kirkko) est une église luthérienne située dans le quartier de Käpylä à Kouvola en Finlande . 

## Architecture
L'église conçue par Yrjö Vaskinen  est inaugurée 11 mai 1952.
L'église a été rénovée en 1992.
L'église dispose d'une salle paroissiale et d'autres espaces de rassemblement. 
L'église peut accueillir 300 personnes.
L'orgue de l'église à 10 jeux date de 1963. 
On peut y voir une œuvre sur verre de Hannu Konola intitulée « Notre Père ».